# Har Addir
Har Addir (hebreiska: הר אדיר) är ett berg i Israel.   Det ligger i distriktet Norra distriktet, i den norra delen av landet. Toppen på Har Addir är 997 meter över havet, eller 172 meter över den omgivande terrängen. Bredden vid basen är 1,7 km. Har Addir ingår i Haré Meron.
Terrängen runt Har Addir är huvudsakligen kuperad, men åt nordost är den platt.Runt Har Addir är det tätbefolkat, med 511 invånare per kvadratkilometer. Närmaste större samhälle är Karmi'el, 14,4 km söder om Har Addir. 